# Эйглоу Фанндаль Стюдлюдоуттир
Эйглоу Фанндаль Стюдлюдоуттир (исл. Eygló Fanndal Sturludóttir; род. 25 июня 2001, Рейкьявик) — исландская тяжелоатлетка, выступающая в весовой категории до 71 кг. Чемпион Европы 2025 года. Двукратная победительница молодёжного (U23) чемпионата Европы 2022 и 2024 года.

## Биография
Родилась 25 июня 2001 года в Рейкьявике. Её мать Харпа Торлауксдоуттир (Harpa Þorláksdóttir) — председатель Федерации тяжёлой атлетики Исландии (Lyftingasamband Íslands).
В 2021 году поступила на медицинский факультет Исландского университета.

## Спортивная карьера
С детства занималась спортивной гимнастикой. Начала заниматься тяжёлой атлетикой в 2018 году. В 2020 году завоевала золото в весовой категории до 76 кг на юниорском (U20) чемпионате Северных стран (NWF) с результатом 169 кг (рывок — 74 кг, толчок — 95 кг). Установила новые рекорды в толчке и по сумме двоеборья. Эйглоу рассказывает:
Я долгое время занималась гимнастикой, но получила травму, и чтобы поддерживать свои силы во время восстановления, тренеры отдали меня в тяжёлую атлетику. Потом я так и не оправилась от этой травмы и начала заниматься кроссфитом. В этом виде спорта есть тяжёлая атлетика, и я всегда считала её самым интересным в кроссфите. На Рождество 2020 года я участвовала в юниорском чемпионате Северных стран по тяжёлой атлетике и стала чемпионкой Северных стран, а затем решила сосредоточиться только на тяжёлой атлетике.
В 2021 году заняла шестое место в весовой категории до 71 кг на юниорском (U20) чемпионате Европы по тяжелой атлетике в Рованиеми в Финляндии с результатом 197 кг (рывок — 89 кг, толчок — 108 кг). В том же году приняла впервые участие в чемпионате мира в Ташкенте в Узбекистане, где заняла 20-е место в весовой категории до 71 кг с результатом 202 кг (рывок — 92 кг, толчок — 110 кг). 
В 2022 году приняла впервые участие во взрослом чемпионате Европы в Тиране в Албании, где заняла 9-е место в весовой категории до 71 кг с результатом 205 кг (рывок — 89 кг, толчок — 116 кг). В том же году завоевала золото в весовой категории до 71 кг на молодёжном (U23) чемпионате Европы в Дурресе в Албании с результатом 217 кг (рывок — 97 кг, толчок — 120 кг). Стала первой исландкой-чемпионкой Европы по тяжёлой атлетике.
В 2024 году завоевала золото в весовой категории до 71 кг на молодёжном (U23) чемпионате Европы по тяжелой атлетике в Рашине в Польше с результатом 237 кг (рывок — 104 кг, толчок — 133 кг).
В 2025 году завоевала золото в весовой категории до 71 кг на чемпионате Европы по тяжёлой атлетике в Кишинёве в Молдове с результатом 244 кг (рывок — 109 кг, толчок — 135 кг). Установила новые рекорды Исландии в рывке, толчке и по сумме двоеборья. В рывке уступила россиянке Зарине Гусаловой (110 кг). Стала первой исландкой-победительницей взрослого чемпионата Европы по тяжёлой атлетике.
Также выступает за команду SV Germania Obrigheim в немецкой бундеслиге.

## Достижения
| Год              | Место проведения           | Весовая категория | Рывок, кг      | Рывок, кг      | Рывок, кг      | Рывок, кг      | Толчок, кг     | Толчок, кг     | Толчок, кг     | Толчок, кг     | Сумма, кг      | Место          |
| Год              | Место проведения           | Весовая категория | 1              | 2              | 3              | Место          | 1              | 2              | 3              | Место          | Сумма, кг      | Место          |
| Чемпионат мира   | Чемпионат мира             | Чемпионат мира    | Чемпионат мира | Чемпионат мира | Чемпионат мира | Чемпионат мира | Чемпионат мира | Чемпионат мира | Чемпионат мира | Чемпионат мира | Чемпионат мира | Чемпионат мира |
| ---------------- | -------------------------- | ----------------- | -------------- | -------------- | -------------- | -------------- | -------------- | -------------- | -------------- | -------------- | -------------- | -------------- |
| 2021             | Ташкент, Узбекистан        | до 71 кг          | 84             | 88             | 92             | 13             | 104            | 108            | 110            | 21             | 202            | 20             |
| 2022             | Богота, Колумбия           | до 71 кг          | 90             | 94             | 98             | 25             | 115            | 119            | 123            | 19             | 213            | 19             |
| 2023             | Эр-Рияд, Саудовская Аравия | до 71 кг          | 95             | 99             | 102            | 16             | 116            | 120            | 123            | 21             | 225            | 17             |
| 2024             | Манама, Бахрейн            | до 71 кг          | 101            | 104            | 107            | 5              | 129            | 132            | 134            | 4              | 239            | 4              |
| Кубок мира IWF   |                            |                   |                |                |                |                |                |                |                |                |                |                |
| 2024             | Пхукет, Таиланд            | до 71 кг          | 103            | 106            | 108            | 10             | 130            | 134            | 134            | 10             | 236            | 11             |
| Чемпионат Европы |                            |                   |                |                |                |                |                |                |                |                |                |                |
| 2022             | Тирана, Албания            | до 71 кг          | 89             | 89             | 94             | 10             | 112            | 116            | 120            | 5              | 205            | 9              |
| 2023             | Ереван, Армения            | до 71 кг          | 93             | 96             | 99             | 8              | 116            | 119            | 121            | 6              | 217            | 6              |
| 2024             | София, Болгария            | до 71 кг          | 99             | 102            | 105            | 4              | 125            | 129            | 129            | 5              | 230            | 4              |
| 2025             | Кишинёв, Молдова           | до 71 кг          | 103            | 106            | 109            | 2              | 129            | 133            | 135            | 1              | 244            | 1              |